# Kromy-Orjoler Operation
Die Kromy-Orjoler Operation (russisch: Орловско-Кромское сражение), vom 11. Oktober bis 18. November 1919 war eine entscheidende Auseinandersetzung zwischen der Roten Armee und den Streitkräften Südrusslands im Russischen Bürgerkrieg. Die weißrussische Freiwilligenarmee konnte im Zuge der "Moskauer Offensive" die Stadt Orjol kurzfristig besetzen, erlitt dann aber eine Niederlage. Der Gegenangriff der Roten Südfront eroberte am 20. Oktober Orjol zurück und warf die weiße Freiwilligenarmee zurück. Nach diesem Erfolg gelang es der 1. Roten Reiterarmee auch die Stadt Woronesch zu erobern. Die Freiwilligenarmee drohte dadurch vom Nachschub abgeschnitten zu werden, musste alle besetzten Gebiete räumen und sich bis Dezember 1919 auf den Don zurückziehen. 

## Vorgeschichte

### Sommerfeldzug der Weißen nach Moskau

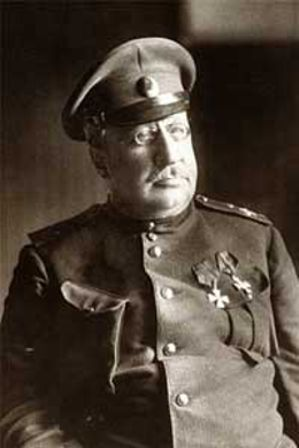
Wladimir Senonowitsch Mai-Majewski

Am 23. Mai 1919 wurde Generalleutnant W. S. Mai-Majewski vom Oberbefehlshaber der weißen Armeen in Südrussland, General Denikin zum Befehlshaber der sogenannten Freiwilligenarmee befördert. 
Eine der unmittelbaren Folgen des Rückzuges der roten Südfront war die Auflösung der selbständigen Existenz der ukrainischen Frontkommandos. Am 4. Juni wurde die ukrainische 2. Armee in die rote 14. Armee (Oberst Alexander Iljitsch Jegorow) umbenannt und dem Kommando der Südfront unterstellt. Die ukrainische 1. Armee an der Front Korosten - Rybnitsa und die ukrainische 3. Armee, die entlang des Dnjestr von Rybnitza bis zur Mündung stationiert waren, wurden zur roten 12. Armee (General Nikolai Grigorjewitsch Semjonow) umorganisiert, die der Westfront zugeteilt wurde. Anfang Juni eroberten Weisse Garden das Donbass-Gebiet, am 24. Juni nahmen sie Charkow ein, am 27. Juni Jekaterinoslaw und am 30. Juni konnte Wrangel auch das lange umkämpfte Zarizyn besetzen.
Am 3. Juli erließ Denikin die Weisung zum Vormarsch auf Moskau und plante die Hauptschläge der Freiwilligenarmee in Richtung auf Kursk, Orjol und Tula. Die weißen Streitkräfte Südrusslands (russisch: Вооружённые си́лы Ю́га Росси́и, Wooruschjonnyje sily Juga Rossii, abgekürzt (ВСЮР-) WSJUR-Truppen) vereinten die Don-Armee (General W. I. Sidorin), die Kaukasischen Armee (General Baron Pjotr von Wrangel) und Teile der Freiwilligenarmee (General Mai-Majewski). Die Gesamtzahl dieser Truppen betrug 100.900 Mann, 43.200 Reiter und 303 Kanonen.
Die Truppen der Roten Armee führten auf etwa 1400 km Front Verteidigungskämpfe und konnte den Gegner Anfang August in der ersten Angriffsphase der weißen Truppen an der Linie Nowoukrajinka, Romodan, Obojan, Liski, Borisoglebsk nördlich von Kamyschin, Wladimirowka und Tschorny Jar stoppen. Die Stärke der Truppen der Südfront der Roten Armee (Mitglieder des Revolutionären Militärrates G. J. Sokolnikow, M. K. Wladimirow, L. P. Serebrjakow und M. M. Laschewitsch) belief sich Mitte August 1919 auf etwa 150.500 Mann, 7000 Reiter, 719 Kanonen, 3197 Maschinengewehre; in den befestigten Gebieten gab es weitere 35.000 Bajonette und Säbel, 129 Kanonen und 184 Maschinengewehre. 
Das Oberkommando der Roten Armee erwog mehrere Optionen für eine Gegenoffensive. Der Oberbefehlshaber Joakim J. Vatzetis beabsichtigte, mit den Streitkräften der roten 14., 13. und 8. Armee den Gegenangriff in Richtung Charkow anzusetzen. Die rote 9. und 10. Armee, die zwischen Wolga und Don vorrücken sollte, hatten einen zusätzlichen Angriff zu führen. Der Befehlshaber der Südfront, W. N Jegorjew schlug vor, die Hauptkräfte im Gebiet Nowochopjorsk-Kamyshin zu konzentrieren und den Hauptschlag in Richtung des unteren Choper und des unteren Don zu führen, wobei aber eine Barriere in Richtung Charkow offen blieb. General S. S. Kamenew, der Vatzetis auf Trotzkis Anweisung am 8. Juli ersetzte, schlug vor, den Hauptschlag mit dem linken Flügel der Südfront in Richtung Don zu liefern. Dieser Plan wurde vom Politbüro des Zentralkomitees der kommunistischen Partei mit Stimmenmehrheit gebilligt, obwohl L. D. Trotzki diese Option ablehnte und sich dafür aussprach, unter Umgehung der Kosakenregionen, den Hauptschlag in Richtung Charkow, zu führen. 

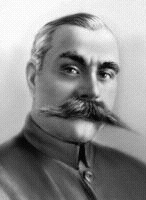
Sergei S. Kamenew

Der Beginn der Gegenoffensive der Roten Armee war für den 2. bis 5. August geplant, doch zu diesem Zeitpunkt waren die Vorbereitungen aufgrund der langsamen Verschiebung der Verstärkungen, Reserven, Waffen, Munition und Nahrungsmitteln an die Südfront noch nicht abgeschlossen. Das weiße Frontkommando wurde auf die bevorstehende Gegenoffensive aufmerksam und ergriff sofort vorbeugende Maßnahmen. Am 10. August durchbrach das 4. Don-Korps der Weißgardisten unter K. K. Mamontow die rote Front. Die Truppen des 4. Don-Korps (6000 Infanteristen, 3000 Reiter und 12 Geschütze) gingen beim Dorf Dobrinskaja über den Fluss Choper, durchbrachen die gegnerische Front an der Naht zwischen der 8. und 9. roten Armee, gelangte in das Hinterland der Südfront und begann in Richtung Tambow vorzugehen (Mamontow Kavallerieraid). Die sowjetische 40. Schützen-Division wurde besiegt und deren Reste in die Flucht geschlagen. Um den Gegner aufzuhalten, wurde die 56. Schützen-Division (Kommandeur M. W. Sluvis) aus der Reserve der Separaten Stoßgruppe Schorin von Kirsanow abgeschickt, deren Avantgarde am Oberlauf des Flusses Zna ebenfalls besiegt wurde. Die Operationen des Korps Mamontows behinderten die Vorbereitung und Durchführung der Gegenoffensive der Roten Armee erheblich, die starke Kräfte ablenken musste, um den weißen Fronteinbruch zu beseitigen. Darüber hinaus griff am 12. August auch das 1. Korps von General Kutepow die rechte Flanke der roten 13. Armee an und unterbrach die Verbindungen zur benachbarten 14. Armee, indem es auf den Sektoren Kursk und Rylsk vorrückte. Das Kommando der Südfront beschloss, Budjonnys Kavalleriekorps aus der 10. Armee abzuziehen, um es gegen Mamontows Kavalleriekorps nach Novochopjorsk zu werfen. Zur gleichen Zeit beschloss der Kommandeur des neu gebildeten Kavalleriekorps, General F. K. Mironow ohne Befehl gegen Denikins Truppen vorzugehen. Dieser Schritt wurde vom roten Oberkommando als Meuterei empfunden, die Streitkräfte von Budjonnys Kavalleriekorps erhielten Befehl ihn zu neutralisieren, am 13. August wurde Mironow verhaftet und 500 Mann seiner Einheit entwaffnet.

Karte mit der Aufstellung der roten und weißen Armeen und den Plänen der weißen Armee zur Eroberung Moskaus – der so genannten „Moskau-Offensive“ (Sommer 1919)

### Gegenoffensive der Roten Armee
Die bevorstehenden Offensive wurde am linken Flügel der Südfront auf Nowotscherkassk und Rostow geführt. Die spezielle Gruppe von W. I. Schorin (9. und 10. Armee und Kavalleriekorps von S. M. Budjonny mit 52.500 Mann, 14.500 Reiter, 314 Kanonen und 1227 Maschinengewehre) führte den Hauptschlag. Unterstützung wurde durch den Angriff der Gruppe von W. I. Seliwatschew (8. Armee, 3. und 42. Schützendivision der 13. Armee mit insgesamt 49.700 Mann, 4700 Reiter, 268 Kanonen und 1381 Maschinengewehre) in Richtung auf Kupjansk angesetzt. Die Breite der gemeinsamen Offensivfront betrug 760 Kilometer. Die 14. Armee sollte die Offensive der Gruppe Seliwatschew unterstützen, nachdem sie die Aufgabe erhalten hatte, nach Losowaja zu stoßen. 
Am 14. August begann die Gruppe Schorin, unterstützt von der Wolga-Division und der Kama-Flottille (5 Kanonenboote, 16 Transporter, 1 schwimmende Batterie) ihre Offensive gegen die Don-Armee und die Kaukasische Armee (12.300 Mann, 21.900 Reiter, 93 Geschütze und 249 Maschinengewehre). 
Die rote 10. Armee (General Leonid Lawrowitsch Klujew) startete in Zusammenarbeit mit Budjonnys Kavalleriekorps eine Offensive gegen Kamyshin und Zarizyn; die rote 9. Armee (General Alexander Karlowitsch Stepin) - gleichzeitig gegen Ust-Choperskaja. Ende August besiegte Budyonnys Kavalleriekorps die Kosakendivision von General A. M. Sutulow im Gebiet westlich des Dorfes Ostrowskaja und versetzte zusammen mit der 10. Armee den weißen Truppen beim Dorf Selenowskaja einen schweren Schlag, indem sie 4 gepanzerte Züge eroberte.
Am 15. August startete die Gruppe Seliwatschew den nächsten Angriff gegen die Truppen des rechten Flügels der Freiwilligenarmee und Teile der Don-Armee (20.500 Mann, 9200 Reiter, 69 Kanonen und 208 Maschinengewehre). Der Hauptschlag an der Naht der Don- und Freiwilligen-Armee wurde von einer weiteren Stoßgruppe (3. und 42. Schützendivision und Kavallerie-Brigade der 13. Armee, 12., 15., 16. und 13. Schützendivision der 8. Armee) ausgeführt, welche in der Mitte, etwas vorgezogen am dichtesten massiert war. 
Bis zum 25. August hatten die Stoßtruppen der Gruppe Seliwatschew 60 km zurückgelegt, nachdem sie Nowy Oskol, Birjuch und Waluiki besetzt hatten, rückte diese an der rechten Flanke in Richtung Belgorod vor. In der Mitte näherten sich die Rote Armee Kupjansk, nachdem sie bis zu 150 km zurückgelegt hatte, der rechte Flügel stand noch 40 km von Charkow entfernt. Bis zum 1. September rückten die Truppen der Gruppe Seliwatschew auf die Linie Woltschansk, Kupjansk, Walujki, Bahnstation Podgornoje (nördlich von Rossosch) vor. Die Offensive der Streitkräfte der Gruppe Seliwatschew fand ohne Interaktion mit der Gruppe Schorin statt, was zu abweichenden Stoßrichtungen führte, wodurch die Schlagkraft geschwächt wurde. Im Hinterland operierte derweil noch immer Mamontows Kavallerie und störten die Kommunikation der roten Truppen.
Die Weißen Truppen konzentrierten starke Kräfte gegen die Flanken der Gruppe Seliwatschew und gingen am 26. August zum Angriff über. Zwei Divisionen des 1. Korps und des 3. Kuban-Kavalleriekorps von General A. G. Schkuro rückten von der Region Belgorod nach Korotscha und Nowy Oskol vor. Aus den Gebieten Karpenkowo, Krasnoje, Samotejewka, Birjuch griffen die 8. Division und die 2. Don-Division an. Mit diesen Angriffen versuchten die Weißen, die Hauptkräfte der Gruppe Seliwatschew zu umfassen und zu schlagen. Die roten Truppen verteidigten sich hartnäckig durch Gegenstöße der 12. und 42. Schützendivision und zogen sich bis zum 15. September auf den Sejm-Abschnitt, südwestlich von Stary Oskol, nördlich von Nowy Oskol und nördlich von Birjuch und Saguna zurück. Die Divisionen der roten 14. Armee versuchten die Gruppe Seliwatschew zu unterstützen. Sie starteten einen eigenen Vorstoß, der den Sejm-Abschnitt überquerte, jedoch keinen Erfolg zeigte und wieder zurückgenommen werden musste.
Im Raum Zarizyn standen währenddessen die weißen Truppen vom 5. bis 8. September der roten 10. Armee und Einheiten des Kavalleriekorps Budjonny gegenüber. Unter schwerem Feuer stürmten die Weißen nacheinander die Linien von Gräben und Stacheldraht, aber aufgrund schwerer Verluste waren sie gezwungen, die Offensive zu stoppen. Am 9. September starteten die Weißen ihrerseits mit starker Kräften, unterstützt von 12 Batterien die Offensive gegen die rote 10. Armee. Schon am 11. September flauten die Feindseligkeiten im Raum Zarizyn wieder ab.

## Verlauf der Orjoler Operation
Nachdem die Freiwilligenarmee der Weißen die Gegenangriffe der roten Südfront in Richtung Charkow abgewehrt hatte, nahm sie Mitte September die eigene Offensive wieder auf, eroberte am 20. September Kursk und rückte in Richtung Orjol vor. Die rote 14. und 13. Armee musste sich unter dem Druck feindlicher Streitkräfte nach Norden zurückziehen. Die Eroberung von Kursk zwang den Revolutionären Militärrat der Sowjetrepublik, die Konzentration der Truppen auf die Abwehr der nach Moskau ziehenden Weißen Garde zu legen. Gleichzeitig übertrug das rote Oberkommando in Moskau weitere Kräfte in die Gefahrenzone. Dies wurde aufgrund des dichten Eisenbahnnetzes möglich, sowie aufgrund der Vorteile der inneren Operationslinien und des Verlusts von zwei Monate, welche die Weißen zur Sicherung der südlichen Ukraine verloren hatten. Um den Vormarsch der Weißen nach Moskau zu stoppen, wurden auf Beschluss des sowjetischen Zentralkomitees eiligst Verstärkungen zur Verstärkung der 14. und 13. Armee geschickt. 

### Vorbereitungen
Das Rote Oberkommando zog aus früheren Niederlagen die richtige Schlussfolgerung – ein Sieg über die Kerntruppen der Weißen – die Freiwilligenarmee- würde zu einem entscheidenden Wendepunkt im Krieg führen. Die Zahl der weißen Streitkräfte zu Beginn der Orjoler-Operation war wie folgend: Auf einer Front von etwa 1065 km hatte man 15 Infanterie- und 26 Kavalleriedivisionen (58.650 Mann, 48.200 Reiter, 431 Kanonen und 1727 Maschinengewehre) im Einsatz, darüber hinaus verfügte man im Raum Charkow und Belgorod über zwei Infanterie- und eine Kavalleriebrigade (15.300 Mann und 600 Reiter), deren Formation aber noch nicht abgeschlossen war, schließlich erreichte die Zahl der gesamten Verstärkungen im Hinterland 25.500 Mann und 5000 Reiter. 
Der Plan des roten Oberkommandos sah vor, den vorrückenden weißen Einheiten mit der eigenen Stoßgruppe einen Flankenangriff zuzufügen und damit zu stoppen. Im Zusammenhang mit der schnellen Offensive der Freiwilligenarmee beschloss das Kommando der Südfront, den Beginn der Offensive zu beschleunigen. Am 21. September wurde im Plenum des Zentralkomitees der kommunistischen Partei beschlossen, die Militäreinheiten der Südfront wieder aufzufüllen und mit dem Transfer von Militäreinheiten von anderen Fronten zu beginnen. 
Am 22. September unterzeichnete der Oberbefehlshaber der Roten Armee, Sergei S. Kamenew, die Richtlinien Nr. 4474 und 4476 für die Übergabe von Spezialeinheiten an die Südfront, um dort eine starke Stoßgruppe zu bilden. Am 24. September wurde zudem beschlossen, Verteidigungslinien im südlichen Vorfeld von Moskau aufzubauen. Zu diesem Zeitpunkt zählte die rote Südfront an der Front vom Dnjepr bis zur Wolga noch etwa 33.500 Mann, 27.000 Reiter, 774 Kanonen und 3763 Maschinengewehre. Aufgrund des Verlustes von Dmitrowsk durch die Roten am 9. Oktober musste sich ihre Stoßgruppe weiter im Norden konzentrieren – in der Region Karatschew und Chotynez. 
Am 26. September wurden auf Befehl des Kommandanten der Südfront (General Wladimir Nikolajewitsch Jegorjew) die Tscherwoner Kosaken-Brigade und die Separate Schützen Brigade aus den ruhigen Kampfgebieten herausgezogen, um nach Orjol verlegt zu werden. Ende September verließ eine separate estnische Schützenbrigade (4 Schützenregimenter und eine Artillerie-Division) der 15. Armee die Westfront; das 86. Schützenregiment der 10. Schützendivision wurde von der 7. Armee herangebracht. Diese Einheiten wurden zur Estnischen Schützen-Division zusammengefasst.
Der Revolutionäre Militärrat der RSFSR begann hastig, kampfbereite Einheiten in Richtung Moskau zu transferieren. Mit den Polen und den Anhängern von Petljura wurde ein Waffenstillstand geschlossen und die freigewordenen Streitkräfte der Westfront wurden an die Südfront gegen Denikin versetzt. Am 26. September 1919 begann die Verlegung der lettischen Schützendivision und der Kavallerie-Brigade der Tscherwoner-Kosaken.
Am 7. Oktober 1919 begann die Verlegung des Kavalleriekorps Budjonnys, am 8. Oktober begann der Transfer der estnischen Schützendivision, der 11. Kavalleriedivision und der Krementschuger-Kavallerie-Partisanendivision unter F. W. Popow (später bei der 9. Schützendivision in eine Kavallerie-Brigade formiert). Der Antransport der estnischen- und lettischen Schützendivision begann, eine separate Schützenbrigade und eine Kavallerie-Brigade roter Kosaken folgten, daraus sollte eine Stoßgruppe im Raum Nawlja und Dmitrowsk formiert werden. Infolgedessen änderte sich das Kräfteverhältnis im Raum Orjol zugunsten der sowjetischen Truppen (bis zum 20. Oktober verfügte die Roten hier über 50.600 Mann, 1074 Maschinengewehre und 253 Kanonen gegenüber 45.000 Mann, 403 Maschinengewehre und 93 Kanonen der Weißen). Die rasche Truppenbewegung wurde durch das gut ausgebaute Schienennetz in Zentralrussland, die Vorteile der roten Armee auf den internen Linien an der Westfront ermöglicht.

### Beteiligte Streitkräfte
Rote Südfront (General W. N. Jegorjew, ab 6. Oktober General A. I. Jegorow).
13. Armee (General Anatoli Iljitsch Gekker) 
- Estnische Division, J. C. Palvadre
- 9. Schützen-Division, P. A. Soloduchin
- 55. Schützen-Division, Anton W. Stankewitsch
- Separate Schützenbrigade Sweschnikow
- 3. Schützen-Division,
- 42. Schützen-Division, Gaik Bschischkjan

14. Armee (General Alexander Iljitsch Jegorow, ab 6. Oktober J. P. Uborewitsch) 
- 41. Schützen-Division,
- 3. Brigade der 41. Schützendivision; Oberst J. W. Sablin
- 46. Schützen-Division,
- 57. Schützen-Division,
- zwei Regimenter der 7. Schützen-Division, A. W. Sobolew, ab 11. Oktober A. G. Golikow

- 13. und 14. Armee etwa 8 Divisionen, 2 separate Brigaden und 3 Kavallerie-Brigaden (62.000 Bajonette und Säbel, 1119 Maschinengewehre und 278 Kanonen).
Stoßgruppe Schorin (9. und 10. Armee), General W. I. Schorin 
- 52.500 Mann 314 Kanonen und 1227 Maschinengewehre
Separate Stoßgruppe (ab 9. Oktober bei der 13. Armee und ab 15. Oktober bei der 14. Armee) 
- 9700 Mann, 196 Maschinengewehre, 56 Kanonen
- Lettische Schützendivision (General Anton Martusēvičs, ab 20. Oktober Frīdrihs Kalniņš) mit 3 Brigaden und ein separates lettisches Kavallerieregiment - 6077 Mann, 818 Reiter, 126 Maschinengewehre und 40 Geschütze
- Separate Kavallerie-Brigade, Primakow (Tscherwoner-Kosaken)- 1200 Reiter, 24 Maschinengewehre und 10 Geschütze, sowie die Separate Schützenbrigade Pawlow - 1685 Mann, 120 Reiter, 46 Maschinengewehre und 6 Geschütze.
- 8. Kavallerie-Division, Oberst N. K. Shchelokow
- 11. Kavallerie-Division, Generalmajor W. P. Glagolew

Kavallerie-Korps des General Semjon Budjonny
- mit der 1. Kavalleriedivision unter Apanasenko, 4. und 6. Kavalleriedivision unter Timoschenko.

8. Armee (Oberst A. J. Ratajski, Raum Woronesch) 
- 12., 13., 15. und 16. Schützen-Division

Weiße Freiwilligenarmee (Generalleutnant Wladimir Senonowitsch Mai-Majewski)

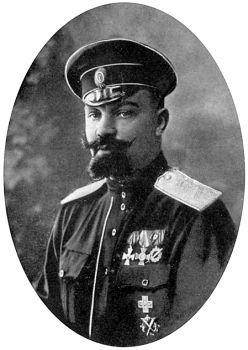
Alexander Pawlowitsch Kutepow

I. Korps der Freiwilligenarmee (Generalleutnant A. P. Kutepow) 
(22.300 Bajonette und Säbel, 375 Maschinengewehre und 72 Kanonen).
- 1. Markower-Division, General N. S. Timanowski
- 3. Drosdowzy-Division, General W. K. Vitkowski
- Terek-Kavalleriedivision, Generalmajor S. M. Toporkow

5. Kavalleriekorps, General Jakow Dawidowitsch Jusefowitsch
- Kombinierte Kosakendivision, Oberst I. D. Popow
- 3. Kuban-Kosaken-Division, Generalmajor N. G. Babjew
- 2. Kavalleriedivision, Oberst I. G. Barbowitsch

4. Don-Kavalleriekorps, General K. K. Mamontow
- 9. Don-Kavallerie-Division
- 10. Don-Kavallerie-Division
- 7. Don-Kavallerie-Division, Oberst Terentij Michailowitsch Starikow

Don-Armee (Generalleutnant W. I. Sidorin)
II. Korps der Freiwilligenarmee, Generalleutnant J. A. Slatschow
- 1. Kornilower-Division, Oberst Nikolai Wladimirowitsch Skoblin
- 2. Division, Generalmajor B. A. Shteifon

3. Kuban-Kavalleriekorps, General A. G. Schkuro, ab Mai auch General der Kavallerie W. A. Irmanow
- 1. Kuban-Kosakendivision, Generalmajor W. W. Kryschanowski
- 1. Kaukasische Kavallerie-Division, General A. M. Schifner-Markewitsch

Aus zusätzlichen Einheiten, die aus dem Westen verlegt wurden, wurde eine Stoßgruppe in der Region Nawlja-Dmitrowsk gebildet. Die Stoßgruppe umfasste:
- Lettische Schützendivision (9 Schützenregimenter und 1 Kavallerieregiment, 40 Kanonen);
- Eine separate Kavallerie-Brigade der Roten Kosaken (2 Kavallerieregimenter - 1200 Reiter, 10 Kanonen und 24 Maschinengewehre, später zu einer Kavalleriedivision organisiert)
- Eine separate Schützenbrigade (3 Schützenregimenter, 6 Kanonen und 46 Maschinengewehre)

Während der Offensive kämpften die weißen Elite-Regimenter Markow und Kornilow in der Gegend von Orjol und Kromy, während das 1. Partisanen-Infanterieregiment und das Samur-Infanterieregiment, das Teil der Alexejewsker-Division war, in Richtung Nowosil vorrückten. 
Die Truppen der roten 13. Armee (Hauptquartier in Nowosil) erlitten während der Kämpfe zwischen Orjol und Kromy schwere Verluste und wurde durch die lettische und estnische Schützendivision verstärkt. Obwohl die Hauptstreitkräfte der Roten schon in der Gegend von Mzensk und Orjol konzentriert waren, konnte die vorgeschobene Alexejewsker-Division (Oberst P. G. Busun) am 4. Oktober 1919 Nowosil im Handstreich nehmen. Da die Stadt zu dieser Zeit Teil der Provinz Tula war, verursachte der Verlust in Moskau Panik. Die Sowjetregierung bereitete sich auf die Evakuierung vor, und der revolutionäre Militärrat der Republik begann hastig, Verstärkungen der 13. Armee zu transferieren. Neuer Kommandeur der geschlagenen roten 14. Armee wurde General I. P. Uborewitsch. 
Die Stoßgruppe sollte am 11. Oktober aus dem Gebiet Turischchewo-Molodowoje in die Offensive übergehen und die Eisenbahnlinie Orjol - Kursk zwischen Maloarchangelsk und Fatesh abschneiden; die Truppen der im Zentrum operierenden 13. Armee hatte im Südwesten vorzurücken. Ziel der Operation war es – in Zusammenarbeit mit der 9. Schützendivision – die auf Orjol vormarschierte weiße Kornilower-Division zu zerschlagen, um auf Liwny vorzurücken. Die 14. Armee erhielt die Aufgabe, Chutor-Michailowski mit den rechtsseitigen Formationen und mit den Hauptkräften zu erobern, um den Feind in der Region Komaritschi, zu besiegen und Dmitrowsk anzugreifen.

### Erste Phase (11.–16. Oktober)
Am Morgen des 11. Oktober 1919 schlug die rote Stoßgruppe unter Martusjewitsch, Teile der 13. und 14. Armee aus der Linie Turischchewo - Molodowoje (60 km südwestlich von Orjol) die Offensive gegen Kromy los. Auf der linken Flanke der Stoßgruppe operierte die 9. Schützendivision, die den Gegner in Richtung Maloarchangelsk angriff. Rechts operierten Einheiten der 14. Armee – die 7. Schützendivision und die Brigade Sablins. Zur gleichen Zeit ging das Gros der roten 13. und 14. Armee unter den Druck des 1. Korps nach Norden und Nordwesten zurück, trotz des Befehls in die Offensive überzugehen. Die estnische und die 9. Schützendivision rückten frontal vor, während die lettische Division von der Flanke von Brjansk her, angriff. Das 1. Korps der weißen Truppen wurde im geschwächten Zustand von der Gegenoffensive der Roten Südfront getroffen. Acht Regimenter des 1. Korps waren nach Kiew versetzt oder gegen die im Hinterland agierenden Truppen Nestor Machnos eingesetzt. Im Raum Orjol kam es zu einer heftigen Kämpfen, in der sich die roten und weißen Verbände schnell vermengten. In der besetzten Region Dmitrowsk führte die Division Drosdowski die Verteidigung, die Kornilow Division kämpfte bei Orjol und die Markow Division bei Liwny. 
Der erste rote Vorstoß verlief langsam, es gelang zudem nicht bedeutende Streitkräfte der Weißen Garde auf sich zu ziehen. In der Nacht des 11. Oktober lief der rote Stabschef des befestigten Gebiets Orjol und der Stabschef der 55. Schützendivision (Oberstleutnant A. A. Lauritz) auf die Seite der Weißen über. Die weiße 1. Division schlug die rechts angreifenden Formationen der 13. Armee zurück und konnte Orjol am 13. Oktober besetzen. Die sowjetische 9. und 55. Schützendivision sowie die Separate Brigade Sweschnikow die Orjol verteidigte, wurden zerschlagen – der Weg nach Moskau war für die Freiwilligenarmee wieder offen. Der Kommandeur der 55. Schützendivision (General A. W. Stankewitsch) wurde am 13. Oktober zusammen mit dem Hauptquartier gefangen genommen. 
Auf der rechten Seite der weißen 1. Division marschierte das Alexsejewsker-Regiment in die Provinz Tula ein und verdrängte dort die rote 3. Schützendivision. Die Kornilower Division schlug die rechte Flanke der 13. roten Armee und nahm am 13. Oktober Orjol ein. Am selben konnten Einheiten des 1. Kornilow-Regiments Mzensk besetzen, der äußerster Fortschritt der weißen Truppen in Richtung gegen Moskau. Teile der 9. und 55. Schützendivision der roten 13. Armee wurden geschlagen, die 3. Schützendivision zog sich zurück. In Mzensk wurde der rote Stadtkommandant Generalmajor N. P. Saposchnikow, der früher Stabschef der roten 14. Armee gefangen genommen. Der rote Kommandeur Zolotarew wurde von den Weißen durch die Entscheidung eines Militärgerichts östlich von Orjol gehängt. In der Nacht des 14. Oktober unternahmen die Roten einen erfolglosen Versuch, die Stadt Orjol mit einem Bataillon von 500 Bajonetten zurückzuerobern.
Die rote 13. Armee erlitt schwere Verluste, die Truppen waren desorganisiert und es bestand die reale Gefahr, Tula zu verlieren. In dieser Hinsicht wurde die Stoßgruppe von der 13. Armee zur 14. Armee versetzt und beauftragt, den Durchbruch des Feindes im Gebiet von Orjol und Nowosil zu verhindern. Die Überreste der Einheiten, die Orjol geräumt hatten, wurden mit der 9. Schützendivision fusioniert. Auf einer Sitzung des Politbüros des Zentralkomitees am 15. Oktober wurden eine Reihe zusätzlicher Maßnahmen zur Stärkung der Südfront ergriffen. Insbesondere wurde beschlossen, die Südfront als Hauptfront der Sowjetrepublik anzuerkennen und zusätzlich auf Kosten von Teilen der West-, Turkestan- und Südostfront zu stärken.
Am gleichen Tag konnte die rote Stoßgruppe Kromy wieder einnehmen, die Weißen waren gezwungen, den Erfolg versprechenden Vormarsch in Richtung auf Tula abzubrechen.

### Zweite Phase (16.–21. Oktober)
Am 16. Oktober trafen Einheiten des 2. Kornilower-Regiments auf die separate Schützenbrigade Pawlows, die sich zurückziehen musste. Auf Vorschlag des Kommandanten der 1. Division, General N. S. Timanowski wurde die rote Stoßgruppe angegriffen, der gewünschte Erfolg blieb aber aus. Die Krise war durch einen Gegenangriff der lettischen Schützendivision mit starker Artillerieunterstützung gemeistert worden, wodurch die weißen Truppen wieder in ihre Ausgangsstellungen zurückgehen mussten. Am 17. Oktober konnten die Weißen noch näher an Kromy herankommen, aufgrund schwerer Verluste mussten sie sich jedoch auch dort wieder zurückziehen.
Im Verlauf der Kämpfe des 16. und 17. Oktober musste die weiße 1. Division den Angriff auf Tula vollständig abbrechen. Bei der 14. Armee gewann man die nötige Zeit, um die Reserven für den Start der Gegenoffensive vorzuziehen. Inzwischen startete die rote 13. Armee, verstärkt mit der estnischen Schützendivision ihre Offensive gegen Orjol. Der Vormarsch war jedoch unbedeutend, die 9. Schützendivision handelte unentschlossen. Nachdem die rote 14. Armee mit Reserven aufgefüllt worden war, startete sie den Gegenangriff gegen die weiße 3. Division (am linke Flügel des 1. Korps eingesetzt), um Sewsk und Dmitriowsk zurückzuerobern. Im Verlauf schwerer Kämpfe konnte die 57. Schützendivision Sewsk kurzfristig besetzen, wurde dann aber von den Weißen, die den Angriff der 41. Schützendivision auf Dmitriowsk abschlagen konnten, wieder aus Sewsk vertrieben.
Am 17. Oktober trieb das Alexsejewsker Regiment an der rechten Flanke der 1. Infanteriedivision die rote 3. Schützendivision aus Nowosil. Die Division Markow drängte am 18. Oktober die 42. Schützendivision der 13. Armee nach Jelez zurück, wo sie auf eine starke rote Konzentration stießen. Schwere Kämpfe tobten entlang der gesamten Frontlinie. Die Weißen begannen allmählich, die Initiative zu verlieren, um einer drohenden Einkreisung zu entgehen begann die 1. Division Orjol wieder zu räumen. Der Abend des 20. Oktober verlief kampflos, die Weißen zogen sich entlang der Eisenbahnlinie Orjol - Kursk nach Süden zurück. Am Nachmittag des 20. Oktober besetzten Einheiten der 9. Schützen- und die Estnische Division die Stadt. Der Verlust von Orjol wurde zum Wendepunkt des gesamten Feldzug, da es den Weißen nicht mehr gelang, näher an Moskau heranzukommen.

### Dritte Phase (21.–26. Oktober)
Bei den Kämpfen um Orjol hatte das 1. Korps der Weißen hohe Verluste erlitten, plante aber noch keinen allgemeinen Rückzug. Am 21. Oktober tobten in der Nähe des Bahnhofs Stish und im Raum Dmitrowsk hartnäckige Kämpfe. Die rote lettische Schützendivision nahm Stish ein, konnte mehrere Angriffe standhalten, mussten dann aber bald die Station wieder räumen.
Am linken Flügel des 1. Korps konnte die 3. Division in heftigen Kämpfen die 7. Schützendivision der roten 14. Armee fast vollständig schlagen und die lettische 1. Brigade sowie die Tschervern-Kosakenbrigade zum Rückzug zwingen, wodurch sich Einheiten der 1. Division wieder an Kromy annähern konnte. Am 22. Oktober versuchten zwei Brigaden der roten Stoßgruppe erfolglos, Dmitrowsk einzunehmen. Am nächsten Tag konnte die 1. Division gegenüber den Letten Kromy einnehmen. Am 23. Oktober versuchten Einheiten der roten 9. Schützendivision vergeblich, die Bahnstation Stish wieder einzunehmen. Das sowjetische Oberkommando sah ein, dass es der Division Kornilow gelungen war, die rote Stoßgruppe zu trennen und die Regimenter nacheinander zu schlagen. Der Politkommissar Stalin meinte in einem Gespräch mit Ordschonikidse, man sollte den Verlust von Kromy nicht überbewerten, wichtig wäre, mit dem Hauptschlag erfolgreich zu sein.
Am 25. Oktober befahl General Kutepow seinen Truppen wieder in die Offensive überzugehen, die Einheiten des 1. Korps konnten sich gegen die bereits zahlenmäßig überlegenen roten Truppen nicht mehr durchsetzen. Am 26. Oktober konnte die lettische Schützendivision, welche in die Offensive übergegangen war, die Weißen wieder aus Kromy hinauswerfen. Am selben Tag mussten Einheiten der Division Drosdowski die Stadt Dmitrowsk räumen. Nach sieben Tagen hartnäckiger Verteidigung und unter Druck der Estnischen Division, räumten die Truppen der Kornilower Division am Abend des 27. Oktober und am folgenden Tag die Bahnstationen Stish und Stanowoi Kolodez und zogen sich auf Jeropkino zurück. Damit wurde jede Möglichkeit eines weiteren Angriffs der Weißen auf Orjol ausgeschlossen.

### Vierte Phase (27. Oktober – 18. November)
Am 27. Oktober wurden zwei Divisionen des 1. Korps in "nominelle" Divisionen umstrukturiert: die 1. Division wurde aus den Alexejewsker, Kornilowsker, Markower Stoß-Regiment und das 3. Drosdowsker Regiment neu organisiert.
Am 27. Oktober sahen sich die Weißen Truppen an der Linie Sewsk, Dmitrowsk, Jeropkino, Nowosil, Jelez vollständig in die Defensive gedrängt. In den folgenden Tagen setzten die rote 14. und 13. Armee die Offensive fort und trieb die Weißen weiter zurück.
Am 3. November konnte ein Teil der lettischen Infanteriedivision die Frontlinie im Südosten Dmitrowsk durchbrechen, worauf die 8. Kavalleriedivision des Kavalleriekorps Budjonny einen Raid begann, der am 4. November Ponyri, am 5. November Fatesch und am 15. November Lgow erreichte. Die erfolgreiche Aktionen der 46. Schützendivision bei Sewsk und Dmitriow bedrohten die weißen Invasionskeile, die weiße Initiative in der Region Orjol endete mit einem langsamen Rückzug. Nach der Säuberung der Stadt Kromy versuchte die Weißen, den Widerstand an der Linie Dmitrowsk – Jeropkin neu zu organisieren. Die 14. Armee durchbrach am 3. November mit einer Stoßgruppe aus zwei lettischen Brigaden die feindliche Front, die kombinierte Kavalleriedivision Primakow (1700 Reiter) wurde in den Durchbruchsraum eingeführt. 
Der erfolgreiche Überfall auf Fatesch, das Primakows Kavallerie am 5. November besetzte, löste große Panik im Rücken der Weißen aus und unterstützte die weitere Offensive der 14. Armee. Am 13. November machte Primakows Kavallerie im Hinterland einen erfolgreichen Überfall auf den Eisenbahnknotenpunkt von Lgow. Am 6. November zogen sich die Division Drosdowski auch aus Brjansk zurück. Am 17. November besetzten die estnische und die 9. Schützendivision der Roten Armee Kursk. Ende November erreichten Teile der Roten Armee die neue Frontlinie Rylsk – Lgow – Kursk – Tim – Kastornoje.

## Folgen der Operation
Das Erfolg der Roten Armee wurde durch zahlenmäßige Überlegenheit und starke Reserven der entschieden, die zum Zeitpunkt der vollständigen Erschöpfung der Divisionen des 1. Korps der Freiwilligenarmee wirksam wurden. Nach dem Scheitern der Operation wurde der weiße Befehlshaber Mai-Majewski das Kommando entzogen und an seiner Stelle General Kutepow eingesetzt. Der Mangel an Reserven und Nachschub bei der Weißen Armee sowie die Schwächung im Hinterland durch Machno-Banden waren weitere Gründe des Scheiterns. 
Die Rote Armee konnte den Vormarsch der Weißen Truppen auf Moskau stoppen und die Schlagkraft der südrussischen Streitkräfte bedeutend schwächen. Obwohl der Angriffsplan, die weißen "Stoßtruppen" vollständig zu umfassten, nicht durchgesetzt werden konnte, wurde der Vormarsch der Weißen in Richtung Moskau bei Orjol gestoppt. Die Rote Armee erlangte die Initiative, die Straße nach Charkow wurde für die sowjetischen Truppen geöffnet.
Auch die Rote Armee hatte schwere Verluste: So verlor die lettische Schützendivision die Hälfte ihrer Stärke. 